# 동경몽화록
《동경몽화록》(東京夢華錄)은 모두 10권으로, 저자는 맹원로(孟元老)이다. 북송(北宋) 선화(宣和) 연간 동경(东京) 변량성(汴梁城, 중국 허난 성 카이펑 시)의 사회 생활을 그린 저술이다.
몽화(夢華)란 '꿈에 화서국(華胥國)에서 노닐었는데 그 즐거움이 끝이 없었다'(夢遊華胥之國，其樂無涯)라는 말에서 유래하였다. 이 책은 남송(南宋) 연간에 완성되었는데, 당시 시국이 불안하였다. 저자는 북송의 번화했던 옛 시절을 한바탕 화려하고도 아련한 꿈처럼 그렸다.

## 같이 보기
- 무림구사(武林舊事)